# Organdi
L'organdi est une mousseline de coton légère, transparente, apprêtée, et d'un aspect rigide, utilisée pour la confection de robes, corsages et l'ameublement.

## Étymologie

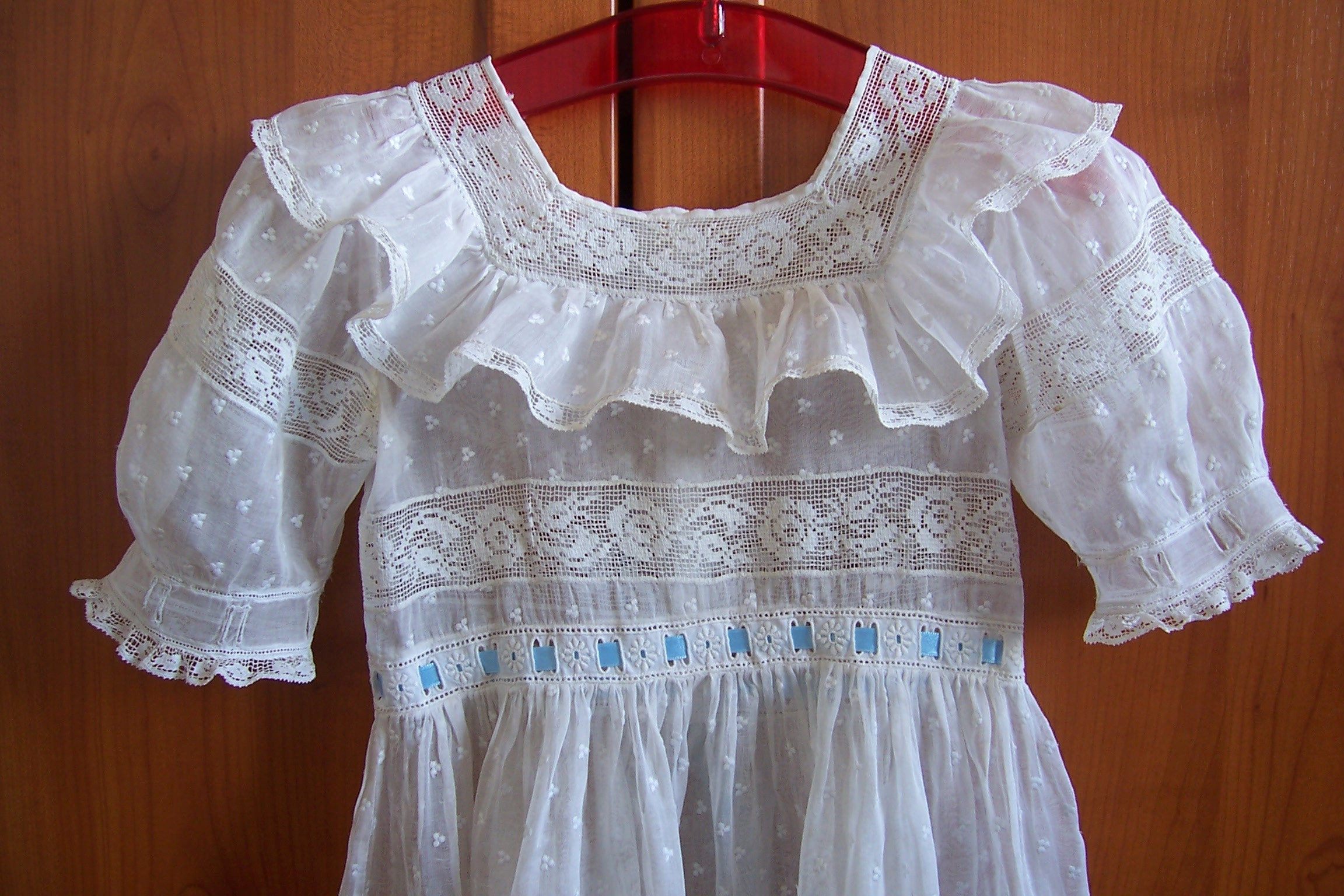
Détail d'une robe de jeune fille en organdi, années 1940

L'organdi est un nom masculin qui vient de Organdi, altération du nom de la ville d'Ourguentch ou Ourgandj, ville de négoce entre Arabes et Chinois au Turkménistan, aujourd'hui dénommée Kounia-Ourguentch.

## L'organdi et l'organza

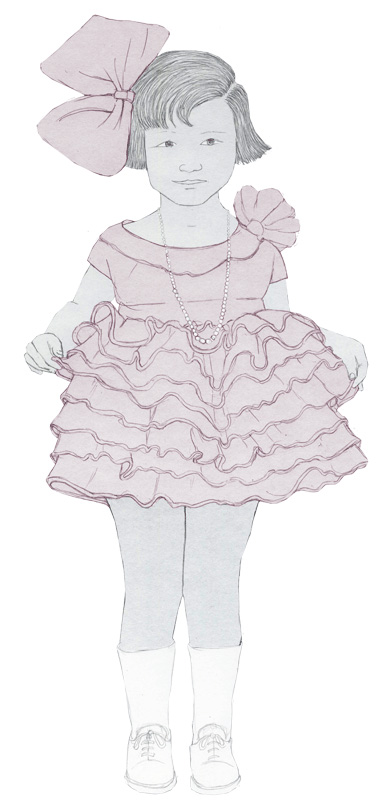
Fille en robe d’organdi. Circa début du XXe siècle, Musée valencien d'ethnologie.

En vogue à partir du XVIIIe siècle, ces tissus sont importés des Indes. Ensuite, ils sont produits en France dans les mêmes fabriques que la mousseline. L'organdi et l'organza sont deux étoffes similaires. Leur dénomination diffère selon les fils employés pour le tissage. 
Proches de la mousseline, ils s'en distinguent par leur aspect rigide. L'organdi et l'organza servent dans l'habillement pour les blouses, les garnitures de corsages (cols, poignets), les robes d'enfants, les robes de soirée, les costumes traditionnels, et dans l'ameublement pour la réalisation de rideaux de type voilages ou encore pour le linge de table,. 
L'organdi est une mousseline de coton d'Égypte, de rayonne ou de soie très légère et très claire, affermie par un apprêt spécial (ferme et très souple). L'armure est une toile transparente réalisée avec des fils très fins surtordus.  
L'organdi n'est plus utilisé dans les costumes de danse car il est fragile et cassant. L'organza est par contre toujours employé pour les tutus romantiques.